# 茲拉托格勒市鎮
41°23′N 25°6′E / 41.383°N 25.100°E

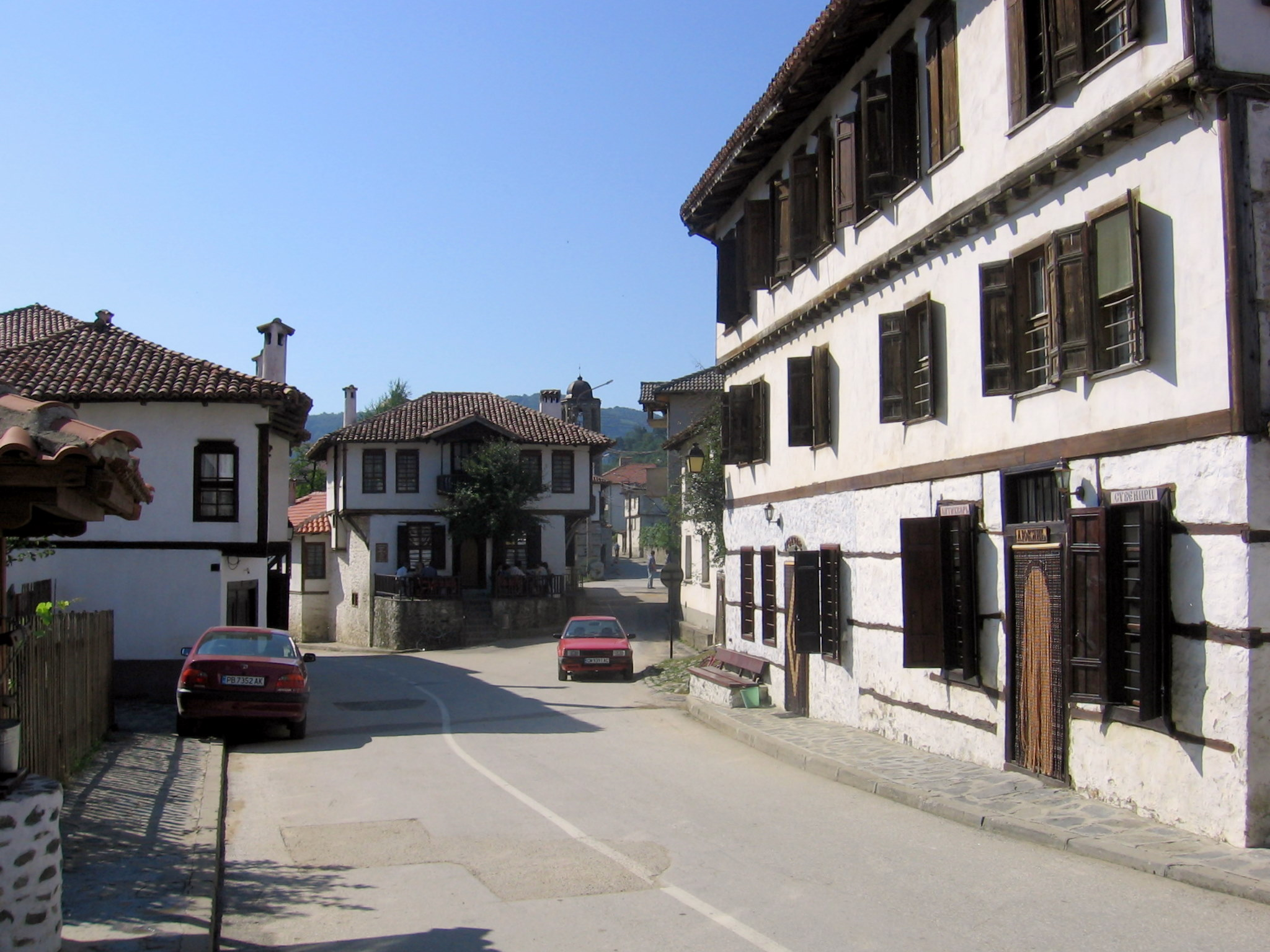

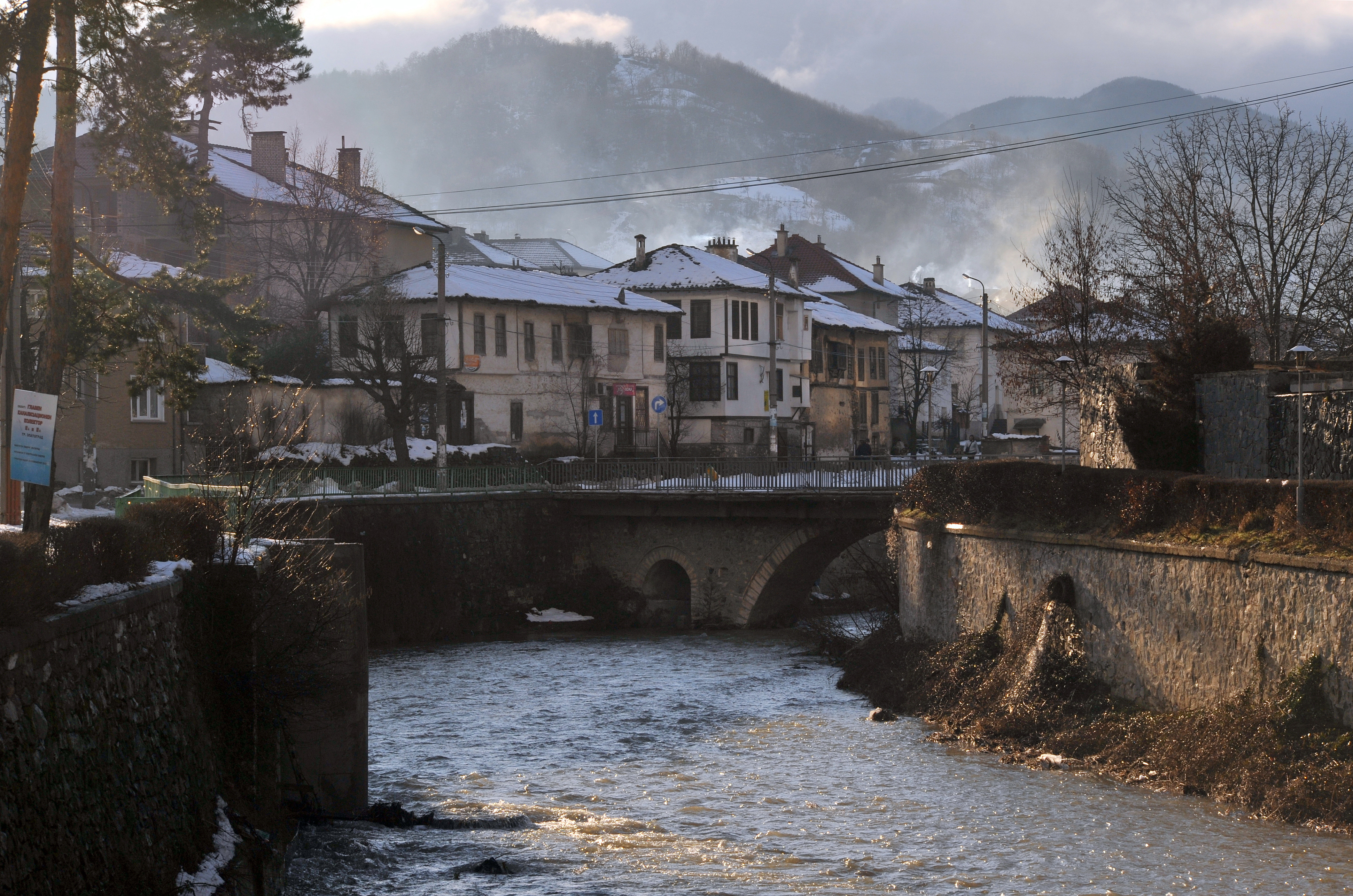

茲拉托格勒市，是保加利亞的城鎮，位於該國南部，由斯莫梁州負責管轄，首府設於茲拉托格勒，面積179平方公里，2005年人口14,793，人口密度每平方公里82.6人。